# KID'S NEWS
『KID'S NEWS』（キッズニュース）は、北陸朝日放送と朝日ニュースター（株式会社衛星チャンネル）の共同制作による子供向けにニュースを解説するテレビ番組。番組収録は東京の朝日ニュースターのスタジオで行われていた。

## 概要
テレビ朝日系列局25局および日本テレビ系列のテレビ岩手・四国放送、独立UHF局のテレビ埼玉、CSのチャンネルである朝日ニュースターの各局・チャンネルで放送された。
関東地区でテレビ朝日にネットされていた頃には、テレビ埼玉との2局で同日に同じ内容を時差放映している形となっていた。
放送時間はキー局の北陸朝日放送やほか数局を除くほとんどの局で土曜か日曜の早朝となっている。
番組はクロマキーを用いて実写の出演者とCGキャラクターを合成している。
2009年3月をもって番組終了。後継番組は『ASAHI Pop'n' Press!』。

## 出演
- あんな（白木杏奈）（2005年4月～2007年3月）
- 星川玲奈（2007年4月～2008年3月）
- 坂巻優里亜（2007年4月～11月）
- 船岡咲（2007年11月～）
- 大重麻衣（2007年12月～）
- 宗田淑（2007年12月～）
- 間島英之
- トブロー（杉山紀彰）
番組キャラクター。天気用語解説を行っている。

## コーナー
- 今日のなぞなぞ
- 気になるニュース
- 今日のスペシャル
- HOTワード
- ワードフォルダ
- 命のカルタ
- 詩のバトンリレー
- トブローのこれ知ってる?
- 今週の星占い（のぐちこうしん監修）

## ネット局
番組終了時点でのネット局
| 放送対象地域  | 放送局           | 放送区分       | 放送日時                | 遅れ日数 | 備考   |
| ------------- | ---------------- | -------------- | ----------------------- | -------- | ------ |
| 日本全域      | 朝日ニュースター | CS放送         | 日曜 8時30分～8時45分   | 不明     | 制作局 |
| 石川県        | 北陸朝日放送     | テレビ朝日系列 | 土曜 6時15分～6時30分   | -        | 制作局 |
| 宮城県        | 東日本放送       | テレビ朝日系列 | 土曜 4時35分～4時50分   | 同日先行 |        |
| 山口県        | 山口朝日放送     | テレビ朝日系列 | 土曜 5時05分～5時20分   | 同日先行 |        |
| 大分県        | 大分朝日放送     | テレビ朝日系列 | 土曜 5時05分～5時20分   | 同日先行 |        |
| 秋田県        | 秋田朝日放送     | テレビ朝日系列 | 土曜 6時00分～6時15分   | 同日先行 |        |
| 沖縄県        | 琉球朝日放送     | テレビ朝日系列 | 土曜 6時00分～6時15分   | 同日先行 |        |
| 山形県        | 山形テレビ       | テレビ朝日系列 | 土曜 6時15分～6時30分   | 同時放送 |        |
| 長崎県        | 長崎文化放送     | テレビ朝日系列 | 土曜 6時30分～6時45分   |          |        |
| 熊本県        | 熊本朝日放送     | テレビ朝日系列 | 土曜 6時30分～6時45分   | 不明     |        |
| 埼玉県        | テレ玉           | 独立UHF局      | 土曜 17時30分～17時45分 | 同日時差 |        |
| 岩手県        | 岩手朝日テレビ   | テレビ朝日系列 | 日曜 4時35分～4時50分   | 1日遅れ  |        |
| 中京広域圏    | メ～テレ         | テレビ朝日系列 | 日曜 4時35分～4時50分   | 1日遅れ  |        |
| 長野県        | 長野朝日放送     | テレビ朝日系列 | 日曜 5時05分～5時20分   | 1日遅れ  |        |
| 福岡県        | 九州朝日放送     | テレビ朝日系列 | 日曜 5時05分～5時20分   | 1日遅れ  |        |
| 鹿児島県      | 鹿児島放送       | テレビ朝日系列 | 日曜 5時05分～5時20分   | 1日遅れ  |        |
| 広島県        | 広島ホームテレビ | テレビ朝日系列 | 日曜 5時20分～5時35分   | 不明     |        |
| 北海道        | 北海道テレビ     | テレビ朝日系列 | 日曜 5時30分～5時50分   | 不明     |        |
| 新潟県        | 新潟テレビ21     | テレビ朝日系列 | 日曜 5時35分～5時50分   | 不明     |        |
| 香川県 岡山県 | 瀬戸内海放送     | テレビ朝日系列 | 日曜 5時35分～5時50分   | 1日遅れ  |        |
| 愛媛県        | 愛媛朝日テレビ   | テレビ朝日系列 | 日曜 5時35分～5時50分   | 1日遅れ  |        |
| 青森県        | 青森朝日放送     | テレビ朝日系列 | 日曜 6時15分～6時30分   | 不明     |        |
| 福島県        | 福島放送         | テレビ朝日系列 | 日曜 6時15分～6時30分   | 1日遅れ  |        |

- テレビ朝日、福井放送（日本テレビ系列とのクロスネット局）、静岡朝日テレビ、朝日放送および四国放送（日本テレビ系列）は放送期間途中でネットを打ち切った。
- 岩手県ではテレビ岩手(日本テレビ系列)が番組購入の形で1995年2月から毎週土曜朝6:00～6:15の時間帯で放送されたが、岩手朝日テレビ開局が1年後の1996年10月と決まったことから1995年9月をもって同番組は打ち切られた。